# Oleksovice
Oleksovice är en köping i Tjeckien.   Den ligger i regionen Södra Mähren, i den sydöstra delen av landet, 190 km sydost om huvudstaden Prag. Oleksovice ligger 208 meter över havet och antalet invånare är 689.
Terrängen runt Oleksovice är platt. Runt Oleksovice är det ganska glesbefolkat, med 42 invånare per kvadratkilometer. Närmaste större samhälle är Znojmo, 15,5 km väster om Oleksovice. Trakten runt Oleksovice består till största delen av jordbruksmark.